# Стіжоцький замок
Стіжоцький замок — прикордонна фортеця, збудована у ІІІ столітті у Стіжку.

## Історія
Як і багато інших колишніх форпостів, у 1261 році це, ймовірно, була потужна прикордонна фортеця, захищена ровами, валами та дерев'яними укріпленнями. За умовами угоди між королем Данилом Романовичем та монгольським воєначальником Бурундаєм, намісником західних земель Золотої Орди, який вимагав знесення укріплень твердинь та знесення валів, укріплення замку Стіжка були зруйновані.
1288 року Стіжок служив резиденцією Мстислава Даниловича (1289—1305), князя Луцького. У XIV столітті він недовго був резиденцією короля Польщі Казимира Великого. У 1366 році Стіжок став власністю луцького князя Любарта. У 1392 році Стіжок перейшов під владу князя Свидригайла Ольгердовича. У 1545 році містом володів князь Василь Четвертинський.
Наприкінці XVI століття під час нападу кримськотатарських військ фортеця була зруйнована. Сьогодні слідів укріплень не залишилося.